# Schloss Champigny

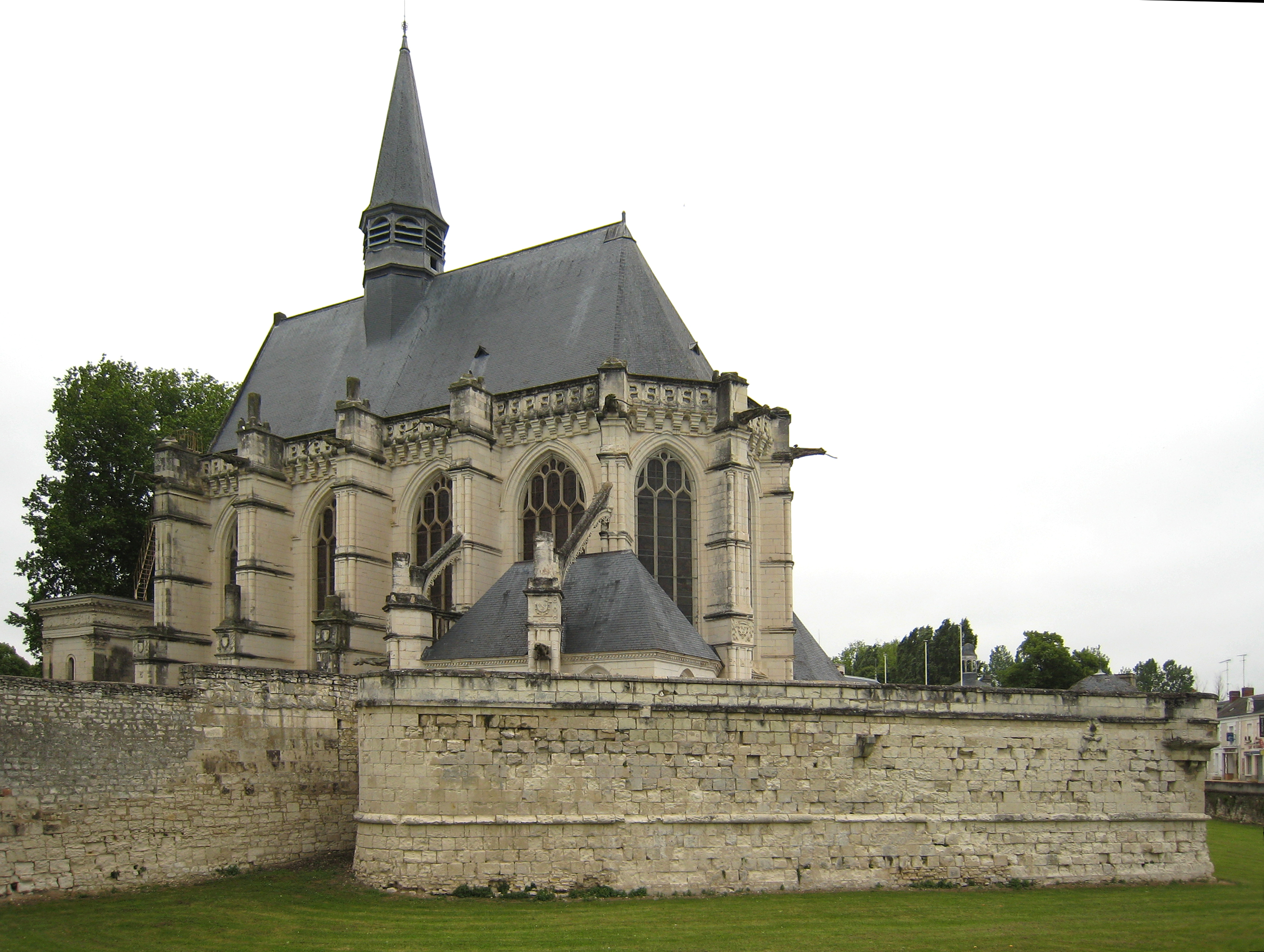
Stiftskirche

Das Schloss Champigny, von dem nur die Wirtschaftsgebäude und die Stiftskapelle erhalten sind, gehört zur französischen  Gemeinde Champigny-sur-Veude im Département Indre-et-Loire in der Region Centre-Val de Loire. Nachdem die Kapelle bereits 1911 als Monument historique unter Denkmalschutz gestellt worden war, folgte im September 1945 die Aufnahme der Wirtschaftsgebäude in die französische Denkmalliste.

## Baugeschichte
Louis de Bourbon, Herzog von Montpensier, kam um 1470 durch Erbschaft an das alte Schloss Champigny. 1498 gründete er dort ein Kanonikerstift und begann mit dem Bau der Stiftskapelle. Anfang des 16. Jahrhunderts nahm er den Bau eines neuen Schlosses in Angriff, den nach seinem Ableben im Jahr 1520 sein Sohn Louis III. de Bourbon, fortführte aber nicht ganz vollenden konnte. Die Kapelle wurde 1543 fertig.

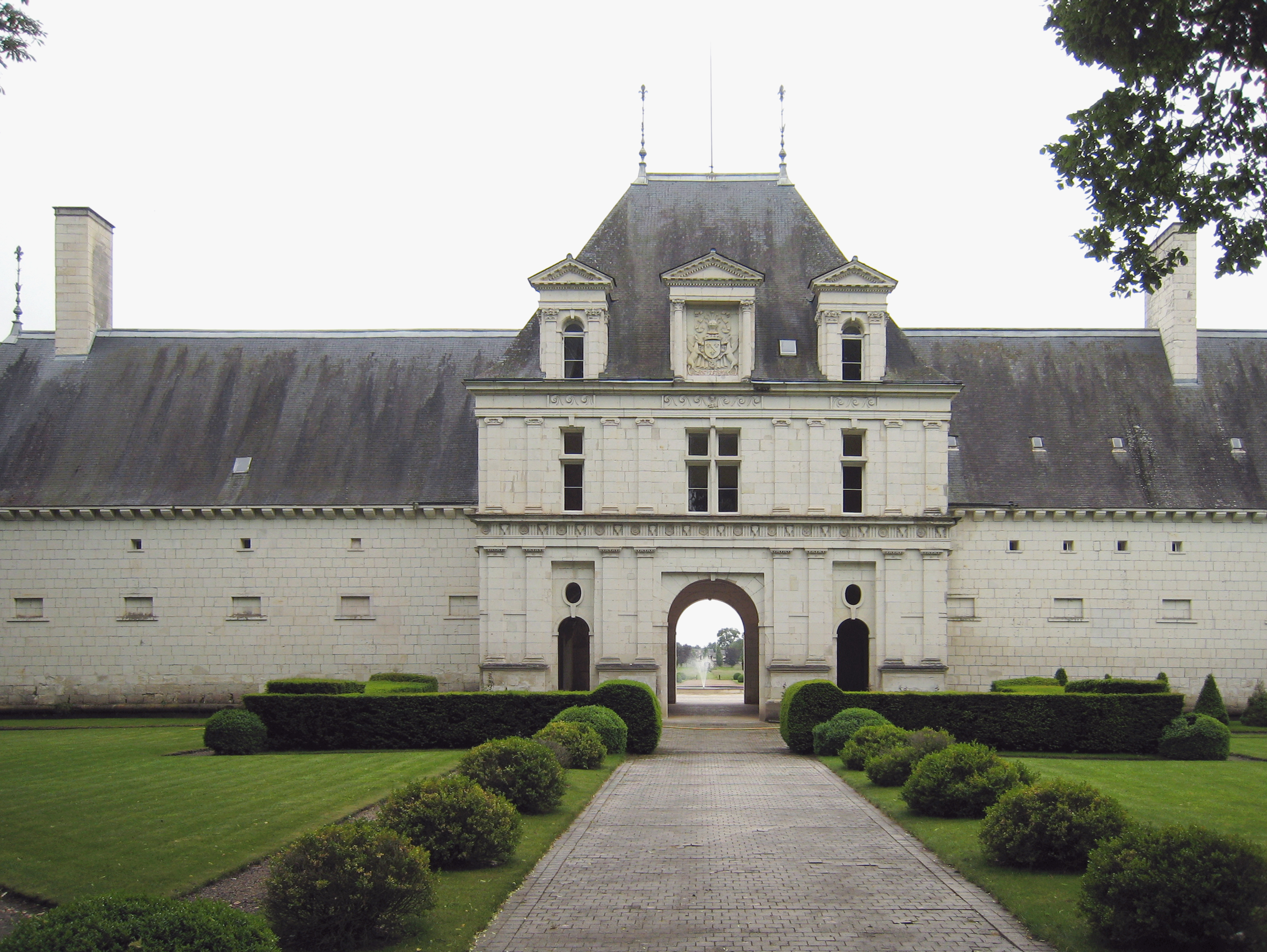
Der Jupiter-Pavillon, Zugang zum Wirtschaftshof

Um 1625 baute sich Kardinal Richelieu im nicht weit entfernten Richelieu, seinem Geburtsort, ein prächtiges Schloss. Er duldete kein vergleichbares Bauwerk in der Umgebung und zwang die Besitzerin von Schloss Champigny, in einen Tausch einzuwilligen. Einmal im Besitz des Anwesens, begann Richelieu mit dem Abriss des Schlosses; nur die Wirtschaftsgebäude mit dem bemerkenswerten Jupiterportal aus dem 16. Jahrhundert blieben verschont. Der Stiftskapelle blieb dieses Schicksal ebenfalls erspart, weil sie vom Papst wegen ihrer Passionsreliquien in die rechtliche Obhut des Vatikans genommen wurde.
Später zogen die ursprünglichen Besitzer gegen den Erben des Kardinals vor Gericht und erreichten in einem zwölf Jahre währenden Rechtsstreit, dass Anne Marie Louise d’Orléans Champigny zurückerhielt. Sie ließ die Wirtschaftsgebäude zu einem ansprechenden dreiflügeligen Schlösschen im klassizistischen Stil ausgestalten.
Bis 1970 war Bryan Edgar Wallace dort wohnhaft, wohl als Mieter, da das Schloss erst 2003 von den Nachfahren Anne d'Orleans' verkauft wurde. Die neuen Eigentümer, ein amerikanisches Rechtsanwaltsehepaar, haben das Schloss 2019 verlassen und lassen es (Stand 2025) verfallen.

## Stiftskapelle
Die Kapelle wurde 1545 dem Heiligen Kreuz geweiht. Der vierjochige Saalbau mit dreiseitig geschlossenem Chor vermischt die Stilepoche der Gotik mit der der Renaissance. Ins Innere gelangt man durch eine schöne Tür aus dem 16. Jahrhundert mit den Figuren der Kardinaltugenden als Holzschnitzerei. Mitten im Raum steht die Beterfigur Henri de Bourbons, des letzten männlichen Montpensier.
Ein schönes Beispiel französischer Glaskunst der Renaissance und zugleich kostbarster Schmuck der Kapelle sind die Glasmalereien aus der Mitte des 16. Jahrhunderts. Stifter war um 1550 der Kardinal de Givry, Bischof von Langres. Zentrum des Zyklus ist im mittleren Chorfenster die Kreuzigung Christi. Darunter erscheint der heilige Ludwig, einer der bedeutendsten französischen Könige des Mittelalters, zusammen mit seiner Ehefrau Margarete von der Provence. Die übrigen Fenster zeigen im unteren Teil hauptsächlich Mitglieder des Hauses Bourbon-Montpensier, darüber Begebenheiten aus dem Leben des heiligen Ludwig.